# Rostislav Václavíček
Rostislav Václavíček, född den 7 december 1946 i Vrahovice, Tjeckien, död i augusti 2022, var en tjeckoslovakisk fotbollsspelare som tog OS-guld i fotbollsturneringen vid de olympiska sommarspelen 1980 i Moskva.